# Angyali üdvözlet fatemplom (Sólyomkőpestes)
A sólyomkőpestesi Angyali üdvözlet fatemplom műemlékké nyilvánított épület Romániában, Bihar megyében. A romániai műemlékek jegyzékében a  BH-II-m-A-01185 sorszámon szerepel.